# 金ナ永
金 誽永（キム・ナヨン、朝鮮語: 김나영、1988年1月6日 - ）は、韓国の女子柔道家。龍仁大学校を卒業し2010年に大田広域市、西区庁の柔道部に入団した。

## 経歴
2006年にワールドカップ・ブダペストで銀メダルを獲得 して一気に名を上げ、ジュニア杯やその他競技会で銀、銅メダルを獲得してきたが、なかなか金メダルを獲得することができなかった。2008年の北京オリンピックでは準々決勝にてこの階級で金メダルを獲得した地元中国の佟文の前に敗退、3位決定戦でもスロベニアのルツィヤ・ポラウデルにも敗れ5位に終わった。2009年にはワールドカップ・ウランバートルで優勝して初めて国際大会で金メダルを獲得したが、翌年に地元で開催されたワールドマスターズ2010では決勝で中国の秦茜に敗れて銀メダルに終わった。その後、グランドスラム・パリ2010は3位とさらに成績が落ちてしまったが 2011年にはワールドカップ・ウィーンでの優勝をはじめとしてアジア選手権などの国際大会において金メダル3つ、銀メダル3つを獲得している。しかし、2012年のロンドンオリンピックでは2回戦でカザフスタンのグルジャン・イサノワと対戦して判定の末に敗れた。

## 主な戦績
- 2006年 - ハンガリー国際 2位
- 2006年 - アジアジュニア 3位
- 2006年 - 世界ジュニア 3位
- 2006年 - アジア大会 3位
- 2007年 - 環太平洋柔道選手権大会 2位
- 2008年 - 北京オリンピック 5位
- 2008年 - 嘉納杯 3位
- 2009年 - アジア選手権 78kg超級 3位、無差別 2位
- 2009年 - ユニバーシアード 3位
- 2009年 - ワールドカップ・ウランバートル 優勝
- 2009年 - ワールドカップ・スウォン 優勝
- 2009年 - 東アジア大会 2位
- 2010年 - ワールドマスターズ 2位
- 2010年 - グランドスラム・パリ 3位
- 2010年 - 東アジア選手権 2位
- 2010年 - ワールドカップ・ウランバートル 2位
- 2010年 - 世界選手権 無差別 5位
- 2010年 - ワールドカップ・タシュケント 優勝
- 2010年 - アジア競技大会 78kg超級 3位、無差別 2位
- 2011年 - ワールドマスターズ 3位
- 2011年 - ワールドカップ・オーヴァーバルト 優勝
- 2011年 - アジア選手権 2位
- 2011年 - グランドスラム・モスクワ 2位
- 2011年 - ユニバーシアード 2位
- 2011年 - ワールドカップ・タシュケント 優勝
- 2011年 - グランドスラム・東京 3位
- 2012年 - ワールドマスターズ 5位
- 2012年 - ワールドカップ・ブダペスト 2位
- 2012年 - グランプリ・デュッセルドルフ 2位
- 2012年 - ワールドカップ・ワルシャワ 3位
- 2012年 - アジア選手権 3位
- 2013年 - グランプリ・ウランバートル 優勝